# 高山佳音里
高山 佳音里（こうやま かおり、1970年2月8日 - ）は、日本の女優。岡山県出身。血液型はAB型。劇団昴所属。

## 人物
日本大学芸術学部演劇学科卒業後、劇団昴に1993年より劇団昴に所属。洋画・TVドラマの吹き替え、演劇講師（日本芸術専門学校講師等）としても活動。

## 出演作品

### 舞台
- 『ベルナルダ・アルバの家』1994年劇団昴ザ・サードステージ
- 『カモメたちの晩夏』1995年劇団昴ザ・サードステージ
- 『修道女』1996年劇団昴ザ・サードステージ
- 『プレイング・フォア・タイム~命を奏でて』1998年劇団昴ザ・サードステージ　オルガ役
- 『クリスマス・キャロル』1999年劇団昴と駒ヶ根市民との共同公演　過去の精霊役
- 『スウィート・パニック』1999年劇団昴P・box公演　ジーナ役
- 『ダニーと紺碧の海』2000年劇団大樹公演 ロバータ役
- 『アルジャーノンに花束を』2001年劇団昴公演　ウィンズロウ他
- 『転落』2002年劇団昴公演　ローガン看護婦役
- 『マクベス』2003年劇団昴ザ・サードステージ　レノクス役
- 『ジリアンへ・・・37歳の誕生日に』2003年とらんくすVOL.1
- 『ジュリエットたち』2004年劇団昴ザ・サードステージ 千夏役
- 『チェーホフ的気分』2004年劇団昴公演 マリヤ・チェーホワ役
- 『いただきまぁす！』2005年劇団昴ザ・サードステージ
- 『召命』2007年劇団昴ザ・サードステージ　豪徳寺定江役
- 『クリスマス・キャロル』2007年~2010年劇団昴公演
- 『ミッドウィンター』2008年　ITI世界の秀作短編研究シリーズ・イギリス編　モード役
- 『隣で浮気？』2009年劇団昴公演　テレサ・フィリップス役
- 『洪水の年』2010年　国際交流演劇セミナーカナダ特集ドラマ・リーディング
- 『クルーシブル~るつぼ』2011年劇団昴公演　アン・パトナム役
- 『宮殿のモンスター』2011年　TPNプレイズ&プレイヤーズ　アグネッタ/リンダ役
- 『危機一髪』2012年劇団昴公演
- 『黄色い月/宮殿のモンスター』TPNプレイズ&プレイヤーズ
- 『汚れた手』2013年劇団昴公演　オルガ役
- 『何がすごいの？シェイクスピア！~シェイクスピアを百倍楽しむ法』2013年劇団昴ザ・サードステージLABO公演

### 劇場アニメ
- 『BLOOD THE LAST VAMPIRE』風俗嬢役

### 吹き替え
映画
- 『グリース』DVD リッゾ役〈ストッカード・チャニング〉
- 『TAXi3』TV キウ役〈バイ・リン〉
- 『バイオハザード』DVD
- 『Ray/レイ』DVD
- 『デス・プルーフ in グラインドハウス』DVD アバナシー役〈ロザリオ・ドーソン〉
- 『ヴァン・ヘルシング』TV ヴェローナ役〈シルヴィア・コロカ〉
- 『イーグル・アイ』DVD ゾーイ・ペレス空軍特別捜査官役〈ロザリオ・ドーソン〉
- 『ナイト&デイ』DVD ジョージ長官役〈ヴィオラ・デイヴィス〉
- 『スリー・キングス』※フジテレビ版
- 『ザ・ワイルド』 ※テレビ朝日版
- 『シャイニング』
- 『マッドバウンド 哀しき友情』フローレンス・ジャクソン役〈メアリー・J・ブライジ〉
- 『ライオン・キング:ムファサ』[2]

ドラマ
- 『アリー my Love』
- 『エレメンタリー ホームズ&ワトソン in NY』
- 『オーシャン・ガール』レギュラー
- 『ER V 緊急救命室』リネット・エバンス役〈ペニー・ジョンソン・ジェラルド〉
- 『ER VIII 緊急救命室』 #17 ジョアン役〈クレア・スコット〉
- 『ER X 緊急救命室』 #3 ダン夫人役〈アラナ・ボートライト〉
- 『ER XII 緊急救命室』 #20 シティナ〈ブーシ・ルライ〉役
- 『ER XIV 緊急救命室』 #10 ジョイス役〈エイプリル・D・パーカー〉
- 『ザ・プラクティス ボストン弁護士ファイル』ヘレン・ギャンブル役〈ララ・フリン・ボイル〉
- 『デスパレートな妻たち』
- 『クリミナル・マインド4 FBI行動分析課』ヘンダーソン役
- 『クリミナル・マインド 特命捜査班レッドセル』ジャネット役
- 『刑事ヴァランダー3 白夜の戦慄』
- 『リゾーリ&アイルズ2』